# 五十嵐愛子
五十嵐 愛子（いがらし あいこ、3月21日 - ）は、日本の女性声優。以前はエーエス企画に所属していた。広島県出身。

## 出演
太字はメインキャラクター。

### テレビアニメ
- アマガミSS（絢辻縁）
- ジェニーはティーン☆ロボット（エイリアン）
- BLOOD-C（女）

### 吹き替え
- ブルース・リー伝説（チン・シャオマン）
- ジェシカ・シンプソンのワーキングブロンド（アンバー）
- モーセの十戒（王女）
- プテロドン（フッジー）
- 5DAYS TO MI DNIGHT
- 名探偵モンク
- ユニークライフ シーズン2 (ジュリア)

### ゲーム
- アマガミ（絢辻縁）
- エスプガルーダII（アゲハ〈覚聖後〉）
- 堕天使の甘い誘惑×快感フレーズ
- つくものがたり
- 文明開華葵座異聞録（水戸光）
- みんなのおえかきやさん（ママ）
- メタルマックス4 月光のディーヴァ（モリセ博士）
- 妖怪百姫たん!（火鼠、松明丸、猩猩、沓頬、ぬっぺっぽう）
- 感染x少女（マリア、柊クシュナ・トルリーン）

### ドラマCD
- クラスメイト第4話 〜冷たい図書室〜（森本）

### オーディオブック
- 崩れる脳を抱きしめて（母[3]）

### ラジオ
- 絵の出るラジオ モビラジ